# Siddapur
Siddapur è una suddivisione dell'India, classificata come town panchayat, di 14.049 abitanti, situata nel distretto del Kannada Settentrionale, nello stato federato del Karnataka. In base al numero di abitanti la città rientra nella classe IV (da 10.000 a 19.999 persone).

## Geografia fisica
La città è situata a 14° 20' 39 N e 74° 53' 53 E.

## Società

### Evoluzione demografica
Al censimento del 2001 la popolazione di Siddapur assommava a 14.049 persone, delle quali 7.130 maschi e 6.919 femmine. I bambini di età inferiore o uguale ai sei anni assommavano a 1.586, dei quali 845 maschi e 741 femmine. Infine, coloro che erano in grado di saper almeno leggere e scrivere erano 10.874, dei quali 5.858 maschi e 5.016 femmine.